# أبجدية تركية (كتاب)
أبجدية تركية (بالتركية العثمانية: تورك آلفابه سى)، هو كتاب تعليمي، يعلم كتابة الأبجدية العربية باللاتينية، والذي ألفه نجم الدين صادق، ونشرته مطبعة أقشام سنة 1928، حيث نشر الكتاب تزامناً مع القرار الرسمي لجمهورية تركيا رقم 1353 بتاريخ 1 نوفمبر 1928، حيث يحتوي الكتاب على قواعد اللغة العثمانية شرحاً لكيفية تغيير الأحرف العربية إلى اللاتينية مثل: نبات Nebat، وغيرها.